# سيدونا
سيدونا (بالإنجليزية: Sedona, Arizona)‏ هي مدينة تقع في مقاطعة يافاباي، أريزونا، مقاطعة كوكونينو، أريزونا بولاية أريزونا في الولايات المتحدة. تأسست عام 1902، تبلغ مساحة هذه المدينة 46 (كم²)، وترتفع عن سطح البحر 1319 م، بلغ عدد سكانها 10031 نسمة في عام 2010 حسب إحصاء مكتب تعداد الولايات المتحدة .

## التركيبة السكانية
حدّد مكتب تعداد الولايات المتحدة بيانات التركيبة السكانية لسيدونا في تعداد الولايات المتحدة. في ما يلي، التركيبة السكانية حسب تعدادي 2000 و2010.

### تعداد عام 2000
بلغ عدد سكان سيدونا 10,192 نسمة بحسب تعداد عام 2000، وبلغ عدد الأسر 4,928 أسرة وعدد العائلات 2,863 عائلة مقيمة في المدينة. في حين سجلت الكثافة السكانية 206.3 نسمة لكل كيلومتر مربع (534.3/ميل2). وبلغ عدد الوحدات السكنية 5,684 وحدة بمتوسط كثافة قدره 115.1 لكل كيلومتر مربع (298.1/ميل2).
وتوزع التركيب العرقي للمدينة بنسبة 92.17% من البيض و0.49% من الأمريكيين الأفارقة و0.45% من الأمريكيين الأصليين و0.94% من الأمريكيين ذوي الأصول الآسيوية و0.09% من سكان جزر المحيط الهادئ و4.29% من الأعراق الأخرى و1.57% من عرقين مختلطين أو أكثر و8.90% من الهسبانيون أو اللاتينيون من أي عرق.
بلغ عدد الأسر 4,928 أسرة كانت نسبة 17.2% منها لديها أطفال تحت سن الثامنة عشر تعيش معهم، وبلغت نسبة الأزواج القاطنين مع بعضهم البعض 48.6% من أصل المجموع الكلي للأسر، ونسبة 6.6% من الأسر كان لديها معيلات من الإناث دون وجود شريك، بينما كانت نسبة 2.9% من الأسر لديها معيلون من الذكور دون وجود شريكة وكانت نسبة 41.9% من غير العائلات. تألفت نسبة 32.2% من أصل جميع الأسر من عدة أفراد يعيشون في نفس المنزل ونسبة 14.2% كانت تتألف من شخص يعيش بمفرده يبلغ من العمر 65 عاماً أو أكثر. وبلغ متوسط حجم الأسرة المعيشية 2.06، أما متوسط حجم العائلات فبلغ 2.52.
بلغ العمر الوسطي للسكان 50.5 عاماً. وكانت نسبة 13.7% من القاطنين تحت سن الثامنة عشر، وكانت نسبة 4.4% بين الثامنة عشر والرابعة والعشرين عاماً، ونسبة 21% كانت واقعةً في الفئة العمرية ما بين الخامسة والعشرين والرابعة والأربعين عاماً، ونسبة 35% كانت ما بين الخامسة والأربعين والرابعة والستين، ونسبة 25.5% كانت ضمن فئة الخامسة والستين عاماً فما فوق. يوجد لكل 100 أنثى 87.9 ذكر، ويوجد لكل 100 أنثى في الثامنة عشر من عمرها فما فوق 85.7 ذكر.
بلغ متوسط دخل الأسرة في المدينة 44,042 دولارًا، أما متوسط دخل العائلة فبلغ 52,659 دولارًا. وكان متوسط دخل الذكور 32,067 دولارًا مقابل 24,453 دولارًا للإناث. وسجل دخل الفرد الخاص بالمدينة 31,350 دولارًا. وكانت نسبة 4.7% من العائلات ونسبة 9.7% من السكان تحت خط الفقر، وكان من هؤلاء نسبة 12% تحت سن الثامنة عشر ونسبة 5% في الخامسة والستين من العمر وما فوق.

### تعداد عام 2010
بلغ عدد سكان سيدونا 10,031 نسمة بحسب تعداد عام 2010، وبلغ عدد الأسر 4,973 أسرة وعدد العائلات 2,725 عائلة مقيمة في المدينة. في حين سجلت الكثافة السكانية 203.1 نسمة لكل كيلومتر مربع (526.0/ميل2). وبلغ عدد الوحدات السكنية 6,367 وحدة بمتوسط كثافة قدره 128.9 لكل كيلومتر مربع (333.8/ميل2).
وتوزع التركيب العرقي للمدينة بنسبة 90.08% من البيض و0.49% من الأمريكيين الأفارقة و0.61% من الأمريكيين الأصليين و1.85% من الأمريكيين ذوي الأصول الآسيوية و0.14% من سكان جزر المحيط الهادئ و5.17% من الأعراق الأخرى و1.65% من عرقين مختلطين أو أكثر و14.34% من الهسبانيون أو اللاتينيون من أي عرق.
بلغ عدد الأسر 4,973 أسرة كانت نسبة 14% منها لديها أطفال تحت سن الثامنة عشر تعيش معهم، وبلغت نسبة الأزواج القاطنين مع بعضهم البعض 44.8% من أصل المجموع الكلي للأسر، ونسبة 6.8% من الأسر كان لديها معيلات من الإناث دون وجود شريك، بينما كانت نسبة 3.2% من الأسر لديها معيلون من الذكور دون وجود شريكة وكانت نسبة 45.2% من غير العائلات. تألفت نسبة 34.7% من أصل جميع الأسر من عدة أفراد يعيشون في نفس المنزل ونسبة 15.9% كانت تتألف من شخص يعيش بمفرده يبلغ من العمر 65 عاماً أو أكثر. وبلغ متوسط حجم الأسرة المعيشية 2.02، أما متوسط حجم العائلات فبلغ 2.51.
بلغ العمر الوسطي للسكان 56.1 عاماً. وكانت نسبة 12.1% من القاطنين تحت سن الثامنة عشر، وكانت نسبة 4.2% بين الثامنة عشر والرابعة والعشرين عاماً، ونسبة 15.8% كانت واقعةً في الفئة العمرية ما بين الخامسة والعشرين والرابعة والأربعين عاماً، ونسبة 38.7% كانت ما بين الخامسة والأربعين والرابعة والستين، ونسبة 29.2% كانت ضمن فئة الخامسة والستين عاماً فما فوق. وتوزع التركيب الجنسي للسكان بنسبة 46.7% ذكور و53.3% إناث.

## المناخ
يظهر الجدول التالي التغييرات المناخية على مدار السنة لسيدونا:
| البيانات المناخية لـسيدونا                    | البيانات المناخية لـسيدونا | البيانات المناخية لـسيدونا | البيانات المناخية لـسيدونا | البيانات المناخية لـسيدونا | البيانات المناخية لـسيدونا | البيانات المناخية لـسيدونا | البيانات المناخية لـسيدونا | البيانات المناخية لـسيدونا | البيانات المناخية لـسيدونا | البيانات المناخية لـسيدونا | البيانات المناخية لـسيدونا | البيانات المناخية لـسيدونا | البيانات المناخية لـسيدونا |
| الشهر                                         | يناير                      | فبراير                     | مارس                       | أبريل                      | مايو                       | يونيو                      | يوليو                      | أغسطس                      | سبتمبر                     | أكتوبر                     | نوفمبر                     | ديسمبر                     | المعدل السنوي              |
| --------------------------------------------- | -------------------------- | -------------------------- | -------------------------- | -------------------------- | -------------------------- | -------------------------- | -------------------------- | -------------------------- | -------------------------- | -------------------------- | -------------------------- | -------------------------- | -------------------------- |
| الدرجة القصوى °ف (°م)                         | 77 (25)                    | 88 (31)                    | 89 (32)                    | 93 (34)                    | 104 (40)                   | 110 (43)                   | 110 (43)                   | 110 (43)                   | 104 (40)                   | 100 (38)                   | 88 (31)                    | 77 (25)                    | 110 (43)                   |
| متوسط درجة الحرارة الكبرى °ف (°م)             | 56.5 (13.6)                | 60.6 (15.9)                | 65.1 (18.4)                | 73.4 (23.0)                | 82.2 (27.9)                | 93.3 (34.1)                | 96.6 (35.9)                | 94.2 (34.6)                | 88.1 (31.2)                | 77.2 (25.1)                | 64.3 (17.9)                | 56.6 (13.7)                | 75.7 (24.3)                |
| متوسط درجة الحرارة الصغرى °ف (°م)             | 30.5 (−0.8)                | 33.3 (0.7)                 | 36.8 (2.7)                 | 41.9 (5.5)                 | 49.3 (9.6)                 | 57.9 (14.4)                | 64.0 (17.8)                | 63.4 (17.4)                | 57.7 (14.3)                | 47.9 (8.8)                 | 36.4 (2.4)                 | 30.7 (−0.7)                | 45.8 (7.7)                 |
| أدنى درجة حرارة °ف (°م)                       | 0 (−18)                    | 10 (−12)                   | 9 (−13)                    | 18 (−8)                    | 24 (−4)                    | 36 (2)                     | 43 (6)                     | 45 (7)                     | 28 (−2)                    | 23 (−5)                    | 11 (−12)                   | 0 (−18)                    | 0 (−18)                    |
| الهطول إنش (مم)                               | 2.10 (53)                  | 2.16 (55)                  | 2.47 (63)                  | 1.16 (29)                  | 0.71 (18)                  | 0.36 (9.1)                 | 1.65 (42)                  | 1.90 (48)                  | 1.94 (49)                  | 1.67 (42)                  | 1.38 (35)                  | 1.51 (38)                  | 19.01 (483)                |
| متوسط أيام هطول الأمطار (≥ 0.01 in)           | 5.9                        | 5.5                        | 6.9                        | 3.9                        | 3.8                        | 2.2                        | 7.7                        | 8.6                        | 5.7                        | 4.4                        | 3.5                        | 4.0                        | 62.1                       |
| المصدر #1: NOAA                               |                            |                            |                            |                            |                            |                            |                            |                            |                            |                            |                            |                            |                            |
| المصدر #2: The Weather Channel (record temps) |                            |                            |                            |                            |                            |                            |                            |                            |                            |                            |                            |                            |                            |

## أعلام
- لويس موران
- دون بندلتون
- ديبورا والي
- روبرت آدمز
- جاستن فرانكل

## وصلات خارجية
- www.sedonaaz.gov